# Aiyoku no Eustia
Aiyoku no Eustia (穢翼のユースティア?, Aiyoku no Eustia, lett. "Eustia delle ali impure") è una visual novel giapponese per adulti sviluppata e pubblicata dalla August per Microsoft Windows, pubblicata il 28 aprile 2011. Il gioco doveva uscire il 25 marzo, ma la data d'uscita è stata cambiata a causa del terremoto e maremoto del Tōhoku del 2011. Il 26 giugno 2014 la Dramatic Create ha pubblicato la versione per PlayStation Vita, dal titolo Aiyoku no Eustia - Angel's blessing (穢翼のユースティア Angel's blessing?). Aiyoku no Eustia è ambientata in una città fittizia nel cielo, Novus Aether (ノーヴァス アイテル?, Novus Aiteru).
Dal videogioco è stato tratto un manga, serializzato da giugno 2012 ad agosto 2013 sulla rivista di Kadokawa Shoten Comp Ace e in seguito raccolto in due volumi tankōbon.

## Trama
Molto, molto tempo fa, Dio creò gli angeli per essere i suoi messaggeri e l'umanità, unica depositaria delle parole della preghiera che prendevano in prestito la forza degli angeli, raggiunse una grande prosperità. Tuttavia, durante un periodo d'abbondanza, le persone si dimenticarono come pregare. Cinquecento anni fa, a causa dell'orgoglio degli uomini, Dio ritirò gli angeli dal suolo terrestre, che si tramutò in un ammasso fangoso sterile. Mentre le città cominciavano a sgretolarsi, una ragazza santa, che non aveva dimenticato come pregare, chiese a Dio di perdonare l'umanità. Dio ascoltò la sua preghiera, facendo sollevare da terra la città dove la ragazza risiedeva, Novus Aether. Da allora, per generazioni, una ragazza santa chiamata Saint Irene ha il compito di pregare per ottenere l'espiazione, in modo che la città possa continuare a volare.
Tuttavia, dieci anni fa la ventottesima Saint Irene smise di pregare, facendo affossare una parte della città in uno strapiombo. Innumerevoli vite e proprietà andarono perdute durante il Gran Forte, considerato il più grande disastro nella storia della città.
Con il tempo, la Prigione, la parte della città affossatasi in seguito al Gran Forte, è diventata la casa di quelle persone disagiate che hanno perso la maggior parte dei loro averi durante il disastro. Il crimine, le malattie e la fame dilagano, mentre le Catene D'Oro Intoccabili, l'organizzazione specializzata nel commercio sessuale che opera nell'area, mantiene quel poco ordine che ancora esiste. Nel frattempo, una malattia contagiosa che fa crescere ali agli infetti si è diffusa in città, ed è stata creata l'unità Cacciatori degli Alati, che ha il compito di gestire i malati in maniera veloce e spesso violenta.
Nella Prigione risiede Caim Astraea, un ex assassino freelance che esegue compiti per un suo amico, il capo delle Catene D'Oro Intoccabili, per denaro, ma rifiutando di compiere altri omicidi. Durante una delle missioni, Caim s'imbatte in Eustia, una ragazza che ha contratto la malattia e le cui ali emettono la pallida luce viola che caratterizzò il Gran Forte. Il suo incontro con Eustia lo porta ad affrontare un viaggio che lo mette in contatto con le personalità più influenti della città, inclusi la Chiesa e il governo reale. Mentre cerca il significato della sua crudele e difficile vita, Caim scopre i segreti più oscuri e nascosti di Novus Aether.

## Personaggi

### Principali
Caim Astraea (カイム・アストレア?, Kaimu Asutorea)
Il protagonista, ha perso la madre e il fratello a causa del Gran Forte ed è stato accolto sotto l'ala protettrice del capo delle Catene D'Oro, che l'ha addestrato come assassino. È riuscito, però, a guadagnarsi la sua libertà e lavora come freelance: il suo cliente principale è l'attuale capo delle Catene D'Oro, Sieg, il suo amico più intimo che considera un fratello perché sono stati cresciuti dal precedente capo delle Catene D'Oro, il padre di Sieg. Non accetta più, però, lavori nei quali bisogna uccidere. Il suo addestramento come assassino l'ha reso un ottimo combattente e la vita nella Prigione cinico e pragmatico. Il suo interesse iniziale in Eustia viene scatenato dalla luce che la ragazza emette, vista precedentemente soltanto durante il Gran Forte; per saperne di più, decide di comprarla dalle Catene D'Oro. Questo atto, che da lui viene visto come un insolito gesto di gentilezza, viene considerato un esempio della sua natura gentile dagli altri, nonostante esteriormente sia freddo.
Doppiato da Keizo Oishi.
Eustia "Tia" Astraea (ユースティア・アストレア?, Yūsutia Asutorea)
La protagonista femminile, è innocente e non conosce molto del mondo. Nonostante l'apparenza, non è per nulla ingenua, ma sceglie di vedere sempre la parte migliore delle persone. Orfana, è cresciuta in condizioni precarie, lavorando come schiava per una famiglia nobile prima di essere venduta come prostituta alle Catene D'Oro. Il camion sul quale viaggiava insieme ad altre donne dopo la vendita, però, è stato attaccato e lei è sopravvissuta grazie ai suoi poteri di guarigione. Viene quindi trovata da Caim, che la compra. Ha contratto la malattia che fa crescere le ali, anche se le sue sono diverse. Il cognome le è stato dato da Caim perché lei si ricordava soltanto il nome. Tiene più agli altri che a se stessa, e per questo si mette spesso in pericolo nel tentativo di aiutarli, guidata dalle visioni che ha in sogno.
Doppiata da Shiho Moriho.
Eris Floralia (エリス・フローラリア?, Erisu Furōraria)
L'unico dottore donna nella Prigione, vive e lavora nell'area delle prostitute, offrendo un servizio economico ed efficiente che la rende molto apprezzata dai suoi pazienti. Bella e intelligente, non esita a dire quello che pensa e ha una personalità fredda. I suoi genitori l'hanno cresciuta come una bambola, ma sono stati poi uccisi da Caim e lei era destinata ad essere venduta a un bordello. Quando Caim scopre quello che ha fatto, la compra e per questo lei s'innamora di lui, cercando in ogni modo di conquistare il suo amore e vivere al suo fianco. Visto che Caim desidera per lei una vita indipendente e libera, scendono a un compromesso, permettendo a Eris di occuparsi delle faccende domestiche, tranne cucinare, cosa nella quale è negata. Chiama Eustia "animaletto".
Doppiata da Kiyomi Shinomiya.
Saint Irene (聖女イレーヌ?, Seijo Irēnu) / Colette Anastasia (コレットアナスタシア?, Koretto Anasutashia)
La ventinovesima Santa, ha una fede incredibilmente forte, ma è testarda e permalosa. In origine una senzatetto, ha incontrato Lavria, che diventa per lei come una sorella, per strada. Vengono poi prese entrambe sotto l'ala della Chiesa e viene scelta come nuova Santa per pregare in nome di tutti gli abitanti di Novus Aither dopo che la Santa precedente è stata giustiziata per aver interrotto la preghiera e causato il Gran Forte. Il suo vero nome è Colette Anastasia ed è cieca. Ha ricevuto la visita dell'Angelo in sogno, che le ha detto di cercare la sua sacerdotessa, Eustia.
Doppiata da Soyogi Tōno.
Licia de novus Yurii (リシア・ド・ノーヴァス・ユーリィ?, Rishia do nōvu~asu Yūryi)
La principessa ed erede al trono di Novus Aither, è una ragazza vivace con poco interesse per la politica e che per questo lascia prendere tutte le decisioni alla Camera dei Nobili e al suo capo, Gilbert. È molto interessata, però, alla Prigione e ai livelli più bassi della città e adora fare lavori da schiava come cucinare o lavare i panni. Non essendo mai stata fuori dal palazzo, è molto ingenua e non conosce nulla della vita vera. Sostituisce suo padre sul trono perché l'uomo è a letto, malato di una malattia mortale; non essendo ufficialmente la nuova sovrana, molto nobili la chiamano Regina Senza Corona.
Doppiata da Yuzuha Ebihara.
Fione Silvaria (フィオネ・シルヴァリア?, Fione Shiruvu~aria)
Il capitano dei Cacciatori degli Alati, che si occupano delle persone infette mandandole in ospedale e in quarantena, è una spadaccina con un forte senso della responsabilità e della giustizia, e per questo si aggrappa tenacemente alle proprie idee, cosa che la rende ostinata e inflessibile. Per questo, è detestata dagli abitanti della Prigione, sentimento che ricambia. La sua personalità cambia quando lei e Caim uniscono le forze per liberare la Prigione dal serial killer Ali Nere, cosa che le fa comprendere meglio le condizioni di vita dei residenti della parte bassa della città. Il suo idealismo si scontra spesso con il cinismo di Caim. Sua madre è morta tre anni fa, mentre suo padre aveva contratto la malattia ed era stato portato in quarantena da Fione e suo fratello, che la ragazza ama moltissimo. Le piacciono le cose femminili e carine, anche se lo tiene nascosto. Scopre che Tia è infetta, ma accetta di tenere il suo segreto se Caim l'aiuta a salvare suo fratello, che è diventato Ali Nere.
Doppiata da Sakura Tachibana.

### Secondari
Lucius dis Mireille (ルキウス・ディス・ミレイユ?, Rukiusu Disu Mireiyu)
Un giovane nobile supervisore dei Cacciatori degli Alati e del centro di quarantena, è molto rispettato. È preoccupato per la corruzione del governo e lavora diligentemente per migliorare la vita di tutti i cittadini di Novus Aither.
Doppiato da Yasuhiro Okino.
Siegfried "Sieg" Grado (ジークフリード・グラード?, Jīkufurīdo Gurādo)
Il capo delle Catene D'Oro Intoccabili, è il figlio del precedente capo e amico intimo di Caim. I due condividono i ricordi di un passato comune, avendo lavorato come assassini ed essendo scappati da molti pericoli insieme. È spesso rilassato quando è insieme a Caim, Melt ed Eris, ma quando assolve ai suoi doveri di capo è rude, serio ed efficiente.
Doppiato da Shikiji.
Melt Logtie (メルト・ログティエ?, Meruto Rogutie)
Una prostituta molto popolare, alla fine il padre di Sieg l'ha comprata per sé. Ora gestisce il bar Vinoretta, che Caim e Sieg frequentano spesso, nella Prigione. Non si arrabbia mai e sia Sieg sia Caim hanno una cotta per lei. È una donna generosa.
Doppiata da Anna Akashi.
Sistina Uyl (システィナ・アイル?, Shisutina Airu)
È l'aiutante di Lucius e, conoscendo le arti marziali, gli fa anche da scorta. È una donna schietta e un po' altezzosa, e pensa solo al bene di Lucius. In realtà, è la figlia di Gilbert, ma lo uccide perché ha giurato fedeltà a Lucius.
Doppiata da Kikka Ai.
Lavria (ラヴィリア?, Ravu~iria)
La serva personale della ventinovesima Santa Irene, è una ragazza timida e ingenua combattuta tra sostenere le idee della Santa Irene o obbedire agli ordini della Chiesa, che le impongono di tenere la Santa sotto controllo. Non è in grado di tener testa alle persone. Doveva essere lei a diventare la ventinovesima Saint Irene, ma declinò l'offerta. È infetta, ma si taglia le ali prima che crescano troppo per poter restare al fianco di Colette.
Doppiata da Hana Kiriya.
Claudia (クローディア?, Kurōdia)
La prostituta più popolare delle Catene D'Oro, è bella e gentile, ma è sadica quando lavora.
Doppiata da Fūka.
Risa (リサ?, Risa)
Un'altra prostituta delle Catene D'Oro, è amica di Claudia e Iris, e ha una personalità energica e allegra. I suoi genitori erano nobili.
Doppiata da Būke Hanataba.
Iris (アイリス?, Airisu)
Un'altra prostituta delle Catene D'Oro, ha un aspetto fragile che contrasta con la sua personalità: insulta, infatti, le persone e usa un linguaggio scurrile.
Doppiata da Saori Yukito.
Gau Rugeila (ガウ・ルゲイラ?, Gau Rugeira)
È una spadaccina corrotta che lavora per Gilbert e lo protegge. È assetata di sangue.
Doppiata da Erena Kaibara.
Lang Scrope (ラング・スクロープ?, Rangu Sukurōpu)
Il vice-capitano dei Cacciatori degli Alati, odia profondamente gli essere alati e li uccide di nascosto perché vuole purificare il mondo dalla loro presenza. Sua madre, una donna gentile e molto devota alla Chiesa, nascose degli Alati per pietà, ma loro la violentarono e uccisero. Quando viene scoperto da Fione e Caim, si uccide.
Doppiato da Kazuya Sugisaki.
Nudar Atraid (ナダル・アトレイド?, Nadaru Atoreido)
È il capo del tempo della Santa Irene e gestisce tutti gli affari pratici della Chiesa.
Doppiato da Noroyuki.
Varrius Meisner (ヴァリアス・メイスナー?, Vu~ariasu Meisunā)
Il capo delle guardie, è sposato con la figlia di Gilbert, e per questo non può fare nulla contro l'uomo. Ama molto sua moglie, dalla quale aspetta un figlio.
Doppiato da Kazuya Ichijō.
Gilbert dis Balstein (ギルバルト・ディス・バルシュタイン?, Girubaruto disu Barushutain)
È il console di Novus Aither, ma amministra la città molto male.
Doppiato da Ichiban Nagahama.
Oz (オズ?, Ozu)
È il confidente di Sieg e ha un buon rapporto con Caim.
Doppiato da Bifu Hitoshi.
Cougar Silvaria (クーガー・シルヴァリア?, Kūgā Shiruvu~aria)
Il fratello maggiore di Fione, era un Cacciatore degli Alati e, volendo scoprire che cosa succedeva agli infetti che consegnavano all'ospedale, si è introdotto in una delle strutture. È stato, però, scoperto ed è diventato, come i pazienti, una cavia da laboratorio. È riuscito a scappare, ma anni di esperimenti l'hanno reso dipendente dalle droghe e l'hanno trasformato nel serial killer Ali Nere, caratterizzato, come dice il nome, da un paio di ali nere.
Doppiato da Daijirō Kataoka.
Bernado Strauf (ベルナド・ストラウフ?, Berunado Sutoraufu)
È il capo del Vento Rugginoso, un gruppo rivale delle Catene D'Oro che vuole soltanto guadagnare. Ha circa 45 anni.
Doppiato da Yūto Mutsuki.
Borts Grado (ボルツ・グラード?, Borutsu Gurādo)
Il padre di Sieg e precedente capo delle Catene D'Oro Intoccabili, è morto.
Neville (ネヴィル?, Nevu~iru)
È il padre adottivo di Lucius.
Re
Il padre di Licia, è a letto malato mortalmente. Si scopre poi che è stato lentamente avvelenato. Muore durante il colpo di stato.

## Modalità di gioco
Il giocatore affronta la partita dal punto di vista di Caim, ma in alcuni momenti gli viene offerta la possibilità "Another View", che presenta alcune parti della storia dal punto di vista di un altro personaggio.
Aiyoku no Eustia presenta cinque route, ognuna dedicata a una eroina. La route principale è quella di Eustia, mentre quelle di Fione, Eris, Saint Irene e Licia sono secondarie e si discostano da quella principale in determinati punti. Le route secondarie sono piuttosto corte e includono ognuna due scene di sesso. Le route secondarie presentano semplicemente l'eroina che risolve il proprio problema personale e se ne va con Caim; il problema viene, però, risolto anche seguendo la route principale, ma non in modo molto approfondito, come invece offerto dalle route secondarie. Dopo aver completato la visual novel, è possibile vedere delle sequenze extra, nelle quali, per ogni eroina, ci sono altre due scene di sesso. Inoltre, le sequenze extra esplorano non solo le cinque eroine principali, ma anche alcune ragazze che hanno ruoli minori, come Lavria.

### Prologo
Il prologo introduce i vari personaggi della visual novel mentre Caim cerca per Novus Aither un Alato che ha rubato il portafoglio di Melt contenente la tassa di protezione da pagare alle Catene D'Oro. Il ragazzo riceve poi l'incarico da Sieg di rintracciare un gruppo di prostitute appena acquistate e non ancora arrivate al Lilium; Caim scopre che tutte le ragazze, tranne una, sono state uccise, e porta a casa con sé la sopravvissuta, facendola curare a Eris, perché l'ha vista irradiare una luce violetta già vista durante il Gran Forte. Inoltre la ragazza, che si chiama Eustia, ha contratto la malattia che fa crescere le ali, anche se le sue sono ancora di dimensioni molto ridotte.
Visto che Tia non ricorda nulla di quello che è successo, Caim decide di tenerla con sé sperando che possa presto ricordare. Alla fine, la ragazza gli confessa la verità, cioè che ha fatto finta di non ricordare nulla, e, dopo avergli raccontato tutto, scappa, finendo nelle mani dei Cacciatori degli Alati. Caim corre in suo soccorso, ma Tia muore tra le sue braccia a causa di una ferita infertale da un aggressore misterioso, che ha ucciso anche i Cacciatori che l'avevano presa. Poco dopo, la luce violetta si sprigiona di nuovo dal corpo di Tia, che torna in vita. Il prologo termina con la sigla.

### Fione
Caim redime Tia dall'essere una prostituta, trasferendosi con lei in un'altra casa. Mentre Tia impara da Melt nuove ricette, al Vinoretta arriva Fione e Sieg incarica Caim di investigare con lei su Ali Nere, il serial killer che ha attaccato la carrozza sulla quale viaggiava Eustia. Dopo due settimane di ricerche, Caim e Fione trovano il killer, scoprendo che Ali Nere è una persona infetta sulla quale sono stati fatti degli esperimenti, che sono però falliti, e si tratta in realtà del fratello di Fione. Ali Nere confessa anche che il governo non cura gli infetti, ma li uccide in massa.
Se il giocatore decide di uccidere Ali Nere al posto di Fione, si arriva alla fine della route, nella quale Fione, sconvolta dall'aver scoperto che stava uccidendo delle persone pensando invece di salvarle, lascia i Cacciatori degli Alati e sposa Caim, trasferendosi con lui alla Prigione.
Se il giocatore decide di lasciar uccidere Ali Nere a Fione, si prosegue con la route di Eris, mentre Fione resta con i Cacciatori degli Alati per cercare di cambiare il sistema dall'interno. La ragazza viene declassata a vice-capitano e Lucius prende il suo posto.

### Eris
Circa 10 giorni dopo la morte di Ali Nere, Caim ed Eris litigano perché lei vuole essere la sua donna, mentre lui vuole che abbia una vita sua. Eris se ne va, tornando a casa di Caim il giorno dopo e annunciando che andrà a vivere con lui e Tia. Al Vinoretta, Bernard, il capo del Vento Rugginoso, fazione avversaria alle Catene D'Oro, accusa Caim di aver ucciso un suo uomo, dando così inizio a una guerra.
Intanto, dopo essere stata rifiutata nuovamente da Caim, Eris comincia a comportarsi in modo sempre più strano, facendo errori nella speranza che il ragazzo si accorga di lei e la sgridi. In seguito, Eris decide di tradire Sieg e Caim passando informazioni al Vento Rugginoso perché Caim ha detto che l'avrebbe uccisa se l'avesse fatto. Grazie all'aiuto di Lucius e dei Cacciatori degli Alati, il Vento Rugginoso viene sconfitto.
Alla fine, Eris confessa a Caim che, essendo sempre stata cresciuta come una bambola, ha bisogno di qualcuno che le dia ordini e che, quando lui le ha detto di vivere liberamente, si è sentita tradita. I due si chiariscono e, a questo punto, il giocatore può scegliere se far vivere Caim al fianco di Eris, oppure di farle continuare a essere un dottore. In caso si scelga quest'ultima opzione, si passa alla route di Saint Irene.

### Saint Irene
Mentre Eris torna a casa sua, Eustia viene convocata dalla Santa, perché, apparentemente, è la sacerdotessa dell'Angelo, il dio al centro della religione a Novus Aither. Si scopre che, a parte la prima Santa, nessuna di quelle seguenti ha dei poteri; tuttavia, vengono spacciate come tali in modo che, se qualcosa va storto, possano essere sacrificate per tranquillizzare la popolazione. Nonostante questo, l'attuale Saint Irene crede fermamente nella propria fede. Intanto, i terremoti si fanno più frequenti, e la popolazione sempre più agitata.
Proprio mentre la Santa sta per annunciare l'abilità di Eustia di purificare e guarire le persone infette, si scatena un enorme terremoto che getta le persone nel panico e causa la morte di Melt. A causa di questo terremoto, Colette viene destituita dal ruolo di Saint Irene e viene annunciata la sua esecuzione, che consiste nel gettarsi nel precipizio. Quando Lavria, che ha sempre cercato di aiutare la Saint Irene in qualità di sua assistente, lo scopre, prega Caim di portare via Colette, mentre lei andrà a morire al suo posto. Colette, però, corre al fianco dell'amica, buttandosi nel precipizio con lei; Caim, però, grazie a una rete, le salva. Colette e Lavria cominciano una nuova vita nella Prigione, mentre il giocatore passa alla route di Licia.

### Licia
Volendo scoprire che cosa nasconde Novus Aither, Caim accetta un incarico da Lucius, che sta organizzando un colpo di Stato contro Gilbert, il console che tiene tutto il potere nelle sue mani perché il sovrano è mortalmente malato. Lucius chiede a Caim di proteggerlo da Gau, e in cambio lui gli dirà tutto quello che sa sulla città. Intanto, Eustia comincia a guarire diverse persone, cosa che le causa, oltre a una grande stanchezza, la crescita delle ali.
Nel frattempo, Lucius confessa a Caim di essere Aim, suo fratello maggiore, sopravvissuto al Gran Forte e adottato da Neville per rimpiazzare il figlio morto. Alla fine, Licia accetta il suo destino di regina e dà inizio al colpo di Stato. Durante la battaglia, si scopre che Novus Aither è ancora sospesa nel cielo non grazie alle preghiere della Saint Irene, ma perché la prima Santa è ancora in vita, legata in una torre, e il suo potere viene costantemente estratto dal suo corpo, che con i secoli si è rinsecchito. Alcuni membri delle classi agiate lo sanno ed eseguono esperimenti su di lei. Quando, a causa di Neville (padre adottivo di Lucius), Clovis, l'amante di Gilbert, morì, l'uomo cercò di riportarla in vita utilizzando il potere dell'Angelo, ma l'esperimento causò il Gran Forte. Per vendetta, Gilbert ha deciso di far cadere Novus Aither, ma viene ucciso da Sistina.
Intanto, il re muore e Licia viene incoronata regina. Il giocatore può scegliere se Caim deve restare al fianco di Licia, o proseguire per la sua strada. Si arriva così alla route di Eustia.

### Eustia
Cinque giorni dopo l'incoronazione di Licia, Lucius prende il controllo della torre degli esperimenti, cambiando l'obiettivo delle ricerche da resuscitare Clovis a mantenere la città sospesa. Eustia decide di usare la sua abilità di guarigione, ma, man mano che la usa, le sue ali crescono e comincia a perdere la memoria, diventando sempre meno umana. A causa del suo forte senso del dovere, Eustia continua a purificare le persone sotto l'occhio vigile di Lucius e degli scienziati, che credono che il suo potere possa essere utilizzato per rimpiazzare l'Angelo morente, i cui poteri, ormai ridotti al limite, non sono più in grado di tenere la città sospesa.
La città arriva tanto vicino a terra che un fango nero capace di uccidere le persone al solo contatto comincia a penetrare nei livelli più bassi, ma Eustia riesce a purificarlo; tuttavia, gli abitanti dei livelli bassi scatenano una ribellione armata. Lucius accoltella Eustia nel tentativo di spingerla a guarirsi, cosa che fa aumentare ancora di più i suoi poteri, ma Caim riesce a fermarlo e ucciderlo.
L'Angelo, però, che amava gli umani ma ha cambiato idea a causa dei loro continui tradimenti, ha in realtà usato la donna amata da Gilbert come contenitore per dare vita a Eustia, il cui compito era distruggere la città e uccidere tutti gli abitanti, sterminando per sempre la specie umana. Eustia, però, decide di sacrificarsi, facendo cadere la città, ma purificando la terra in modo che le persone possano continuare a vivere. Ora che Eustia è diventata una dea e continua a vivere in ogni cosa, Caim decide di impegnarsi per rendere migliore il nuovo mondo da lei creato.

## Altri media

### Colonna sonora
Due singoli, contenenti le sigle d'apertura e chiusura, sono stati pubblicati il 28 aprile 2011. Il primo contiene la sigla d'apertura Asphodelus di Ceui e la insert song Tears of Hope; il secondo, la sigla di chiusura Shinainaru Sekai e (親愛なる世界へ?, lett. Per un caro mondo) di Ceui e la insert song Close My Eyes di Ami Fujisaki.
Il 26 agosto 2011 è uscito il CD della colonna sonora, mentre tra il 25 novembre 2011 e il 27 luglio 2012 sono stati pubblicati i quattro CD delle Character Song: Eris e Fione hanno il CD in comune, come Saint Irene, Lavria e Licia.

### Manga
Il 26 aprile 2012, con la pubblicazione del numero di giugno della rivista mensile Comp Ace della Kadokawa Shoten, è iniziata la serializzazione del manga, disegnato da Monaco Sena: con una pausa a novembre 2012, si è concluso il 26 giugno 2013 con la pubblicazione del numero di agosto, per un totale di quindici capitoli che adattano solo il prologo della visual novel. Il 26 dicembre 2012 e il 26 luglio 2013 sono usciti i due tankobon che raccolgono la serie.
| Nº | Titolo italiano Giapponese 「Kanji」 - Rōmaji                      | Data di prima pubblicazione          | Data di prima pubblicazione |
| Nº | Titolo italiano Giapponese 「Kanji」 - Rōmaji                      | Giapponese                           |                             |
| 1  | Aiyoku no Eustia 1 「穢翼のユースティア １」 - Aiyoku no Yūsutia 1 | 26 dicembre 2012 ISBN 978-4041205365 |                             |
| 2  | Aiyoku no Eustia 2 「穢翼のユースティア ２」 - Aiyoku no Yūsutia 2 | 26 luglio 2013 ISBN 978-4041207437   |                             |

### Romanzi
Tra il 2011 e il 2012 la casa editrice giapponese Harvest Novels ha pubblicato la serie adattata in cinque romanzi, scritti da Chiruda Sasamiya e destinati a un pubblico adulto. Ogni libro tratta la route di un'eroina.
- (JA) Aiyoku no Eustia The First Episode: Kuroki hane, 22 novembre 2011,  p. 254, ISBN 978-4-434-16147-6.
- (JA) Aiyoku no Eustia The Second Episode: Aoki tsuki, 25 dicembre 2011,  p. 256, ISBN 978-4-434-16148-3.
- (JA) Aiyoku no Eustia The Third Episode: Shiroki seijo, 10 febbraio 2012,  p. 255, ISBN 978-4-434-16362-3.
- (JA) Aiyoku no Eustia The Fourth Episode: Kin'iro no ōjo, 25 marzo 2012,  p. 254, ISBN 978-4-434-16363-0.
- (JA) Aiyoku no Eustia The Fifth Episode: Konton no tenshi, 20 giugno 2012,  p. 255, ISBN 978-4-434-16575-7.

Sempre nel 2011 la casa editrice giapponese Paradigm ha pubblicato un romanzo sul passato di Caim, quando Borts Grado era ancora vivo. Nel libro, scritto da Kazuhito Okita, è stato inserito anche il primo incontro di Caim con Eris.
- (JA) Aiyoku no Eustia Auld Lang Syne <Kako-hen>, 22 dicembre 2011,  p. 263, ISBN 978-4-89490-647-1.